# دون كينغ (لاعب كرة قدم أمريكية)
دون كينغ (بالإنجليزية: Don King)‏ هو لاعب كرة قدم أمريكية أمريكي، ولد في 10 فبراير 1964 في دالاس في الولايات المتحدة.

## وصلات خارجية
- دون كينغ على موقع مرجع كرة القدم المحترفة.كوم (الإنجليزية)